# Beşiktaş Jimnastik Kulübü 2016-2017 (pallavolo maschile)
Questa voce raccoglie le informazioni riguardanti il Beşiktaş Jimnastik Kulübü nelle competizioni ufficiali della stagione 2016-2017.

## Organigramma societario
Area direttiva
- Presidente: Fikret Orman

Area tecnica
- Allenatore: Meftun Eren (fino a novembre), Işık Menküer (da novembre)
- Allenatore in seconda: Alpay Levinler
- Scoutman: Emre Yalçınkaya

## Rosa
| N° | Nome             | Ruolo | Data di nascita  | Nazionalità sportiva |
| -- | ---------------- | ----- | ---------------- | -------------------- |
| 1  | Martin Nemec     | O     | 31 luglio 1984   | Slovacchia           |
| 2  | Batuhan Avcı     | S     | 2 agosto 2000    | Turchia              |
| 3  | Mithat Uykan     | C     | 29 giugno 1991   | Turchia              |
| 4  | Çağlar Aksoylu   | S     | 22 agosto 1990   | Turchia              |
| 5  | Nuri Şahin       | L     | 1º gennaio 1980  | Turchia              |
| 6  | Andrej Žekov     | P     | 12 marzo 1980    | Bulgaria             |
| 7  | Mustafa Alkan    | L     | 1º giugno 1988   | Turchia              |
| 8  | Muhammet Delibaş | S     | 18 marzo 1999    | Turchia              |
| 9  | Görkem Yazgan    | P     | 3 giugno 1991    | Turchia              |
| 10 | Miloš Nikić      | S     | 31 marzo 1986    | Serbia               |
| 11 | Fatih Cihan      | C     | 16 dicembre 1991 | Turchia              |
| 12 | Leandro Macías   | P     | 13 febbraio 1990 | Cuba                 |
| 14 | Erhan Dünge      | C     | 4 febbraio 1980  | Turchia              |
| 15 | Ferhat Akdeniz   | C     | 26 ottobre 1986  | Turchia              |
| 17 | Fırat Filiz      | S     | 29 ottobre 1988  | Turchia              |
| 18 | Oğuzhan Altıntaş | L     | 14 marzo 1997    | Turchia              |
| 20 | Berke Öztürk     | P     | 28 gennaio 1998  | Turchia              |

## Statistiche

### Statistiche di squadra
| Competizione     | Punti | In casa | In casa | In casa | In trasferta | In trasferta | In trasferta | Totale | Totale | Totale |
| Competizione     | Punti | G       | V       | P       | G            | V            | P            | G      | V      | P      |
| ---------------- | ----- | ------- | ------- | ------- | ------------ | ------------ | ------------ | ------ | ------ | ------ |
| Efeler Ligi      | 23,22 | 11      | 4       | 7       | 11           | 3            | 8            | 28     | 11     | 17     |
| Coppa di Turchia | -     | 1       | 0       | 1       | 1            | 1            | 0            | 2      | 1      | 1      |
| Totale           | -     | 12      | 4       | 8       | 12           | 4            | 8            | 30     | 12     | 18     |

G = partite giocate; V = partite vinte; P = partite perse

### Statistiche dei giocatori
| Giocatore   | Efeler Ligi | Efeler Ligi | Efeler Ligi | Efeler Ligi | Efeler Ligi | Coppa di Turchia | Coppa di Turchia | Coppa di Turchia | Coppa di Turchia | Coppa di Turchia | Totale | Totale | Totale | Totale | Totale |
| Giocatore   | P           | PT          | AV          | MV          | BV          | P                | PT               | AV               | MV               | BV               | P      | PT     | AV     | MV     | BV     |
| ----------- | ----------- | ----------- | ----------- | ----------- | ----------- | ---------------- | ---------------- | ---------------- | ---------------- | ---------------- | ------ | ------ | ------ | ------ | ------ |
| F. Akdeniz  | 24          | 171         | 102         | 53          | 16          | 2                | 16               | 7                | 9                | 0                | 26     | 187    | 109    | 62     | 16     |
| Ç. Aksoylu  | 21          | 55          | 43          | 3           | 9           | 2                | 8                | 8                | 0                | 0                | 23     | 63     | 51     | 3      | 9      |
| M. Alkan    | 2           | 0           | 0           | 0           | 0           | 0                | 0                | 0                | 0                | 0                | 2      | 0      | 0      | 0      | 0      |
| O. Altıntaş | 5           | 0           | 0           | 0           | 0           | 0                | 0                | 0                | 0                | 0                | 5      | 0      | 0      | 0      | 0      |
| B. Avcı     | 23          | 212         | 176         | 19          | 17          | 2                | 41               | 37               | 2                | 2                | 25     | 253    | 213    | 21     | 19     |
| F. Cihan    | 13          | 39          | 26          | 11          | 2           | 2                | 12               | 10               | 1                | 1                | 15     | 51     | 36     | 12     | 3      |
| M. Delibaş  | 2           | 0           | 0           | 0           | 0           | 0                | 0                | 0                | 0                | 0                | 2      | 0      | 0      | 0      | 0      |
| E. Dünge    | 28          | 192         | 115         | 67          | 10          | 1                | 3                | 2                | 1                | 0                | 29     | 195    | 117    | 68     | 10     |
| F. Filiz    | 26          | 144         | 115         | 15          | 14          | 0                | 0                | 0                | 0                | 0                | 26     | 144    | 115    | 15     | 14     |
| L. Macías   | 16          | 49          | 15          | 14          | 20          | -                | -                | -                | -                | -                | 16     | 49     | 15     | 14     | 20     |
| M. Nemec    | 28          | 335         | 274         | 33          | 28          | 2                | 13               | 8                | 1                | 4                | 30     | 348    | 282    | 34     | 32     |
| M. Nikić    | 25          | 329         | 278         | 24          | 27          | 2                | 25               | 18               | 3                | 4                | 27     | 354    | 296    | 27     | 31     |
| B. Öztürk   | 1           | 0           | 0           | 0           | 0           | 0                | 0                | 0                | 0                | 0                | 1      | 0      | 0      | 0      | 0      |
| N. Şahin    | 28          | 0           | 0           | 0           | 0           | 2                | 0                | 0                | 0                | 0                | 30     | 0      | 0      | 0      | 0      |
| M. Uykan    | 4           | 3           | 1           | 0           | 2           | -                | -                | -                | -                | -                | 4      | 3      | 1      | 0      | 2      |
| G. Yazgan   | 18          | 30          | 14          | 9           | 7           | 2                | 8                | 3                | 2                | 3                | 20     | 38     | 17     | 11     | 10     |
| A. Žekov    | 6           | 9           | 4           | 3           | 2           | -                | -                | -                | -                | -                | 6      | 9      | 4      | 3      | 2      |

P = presenze; PT = punti totali; AV = attacchi vincenti; MV = muri vincenti; BV = battute vincenti